# Jamnica Pisarovinska
Jamnica Pisarovinska – wieś w Chorwacji, w żupanii zagrzebskiej, w gminie Pisarovina. W 2011 roku liczyła 54 mieszkańców.